# Acide protocatéchique
L'acide protocatéchique ou acide 3,4-dihydroxybenzoïque (3,4-DHB) est un composé organique aromatique de type polyphénol, possédant des propriétés antioxydantes. C'est l'un des six isomères de l'acide dihydroxybenzoïque.
On le trouve dans le thé vert, dans l'açai et dans les racines de gentiane. Il entre dans la composition de l'humus des forêts d'épicéas.
Cette molécule a la capacité d'inhiber la croissance de Cenococcum geophilum, même à des concentrations "naturelles" (environ 10−⁵ M).